# 1966年の日本公開映画
- 映画 > 映画の一覧 > 年度別日本公開映画 > 1966年の日本公開映画
- 映画 > 1966年の映画 > 1966年の日本公開映画

1966年の日本公開映画（1966ねんのにほんこうかいえいが）では、1966年（昭和41年）1月1日から同年12月31日までに日本で商業公開された映画の一覧を記載。作品名の右の丸括弧内は製作国を示す。
記載の凡例については年度別日本公開映画#凡例を参照

## 作品一覧

### 1月
- 3日
  - クレージーの無責任清水港 （ 日本）
  - 社長行状記 （ 日本）
  - 新・兵隊やくざ （ 日本）
  - 若親分喧嘩状 （ 日本）
- 13日
  - 昭和残侠伝 唐獅子牡丹 （ 日本）
  - 続花と龍 洞海湾の決斗 （ 日本）
- 15日
  - 暴れ豪右衛門 （ 日本）
  - 喜劇 駅前弁天 （ 日本）
- 27日
  - 黒い賭博師 悪魔の左手 （ 日本）
  - この虹の消える時にも （ 日本）
- 29日
  - 結婚専科（ アメリカ合衆国）
  - 処女が見た （ 日本）

### 2月
- 11日
  - とべない沈黙 （ 日本）
- 12日
  - キャット・バルー （ アメリカ合衆国）
  - ザ・ガードマン 東京忍者部隊 （ 日本）
  - 忍びの者 新・霧隠才蔵 （ 日本）
- 17日
  - 脅迫（おどし） （ 日本）
  - 四畳半物語 娼婦しの （ 日本）
- 20日
  - 初恋 （ イギリス）
- 25日
  - 大空に乾杯 （ 日本）
  - 続・社長行状記 （ 日本）
  - 大菩薩峠 （ 日本）
  - 二人の世界 （ 日本）
- 26日
  - 銭のとれる男 （ 日本）
  - 泥棒番付 （ 日本）

### 3月
- 1日
  - かもめの城 （ フランス /  アメリカ合衆国）
- 5日
  - 大将軍（ アメリカ合衆国）
- 12日
  - 悪名桜 （ 日本）
  - 眠狂四郎多情剣 （ 日本）
- 13日
  - 女犯破戒 （ 日本）
- 16日
  - 何処へ （ 日本）
  - 日本一のゴリガン男 （ 日本）
- 19日
  - 黄金の七人（ イタリア）
- 26日
  - 大追跡 （ フランス /  イタリア）
- 29日
  - カラハリ砂漠（ イギリス

### 4月
- 1日
  - 愛欲 （ 日本）
  - 沓掛時次郎 遊侠一匹 （ 日本）
  - バルジ大作戦 （ アメリカ合衆国）
- 2日
  - スタンピード （ アメリカ合衆国）
- 3日
  - バンコックの夜 （ 日本/ 台湾/ イギリス領香港）
- 10日
  - 東京流れ者 （ 日本）
  - 日本仁侠伝 血祭り喧嘩状 （ 日本）
- 13日
  - 電撃フリントGO!GO作戦 （ アメリカ合衆国）
  - 惑星からの侵略 （ イタリア）
- 16日
  - 狸の王様 （ 日本）
  - ひき逃げ （ 日本）
- 17日
  - 大怪獣決闘 ガメラ対バルゴン （ 日本）
  - 大魔神 （ 日本）
- 20日
  - 皇帝のビーナス （ フランス/ イタリア）
- 22日
  - ビバ!マリア （ フランス/ イタリア）
- 23日
  - 駅馬車 （ アメリカ合衆国）
  - ハワイアン・パラダイス （ アメリカ合衆国）
- 25日
  - 逃亡地帯 （ アメリカ合衆国）
- 28日
  - 奇巌城の冒険 （ 日本）
  - 喜劇 駅前漫画 （ 日本）

### 5月
- 3日
  - 座頭市の歌が聞える （ 日本）
  - 若親分乗り込む （ 日本）
- 7日
  - 海底世界一周 （ アメリカ合衆国）
- 21日
  - イスタンブール（ スペイン /  イタリア /  フランス）
- 26日
  - 寒い国から帰ったスパイ （ アメリカ合衆国）
- 28日
  - アルプスの若大将 （ 日本）
  - クレージーだよ奇想天外 （ 日本）

### 6月
- 1日
  - 夜霧の慕情 （ 日本）
- 4日
  - カミカゼ野郎 真昼の決斗 （ 日本 /  台湾）
  - 幸福 （ フランス）
  - サイレンサー/沈黙部隊 （ アメリカ合衆国）
  - 酔いどれ博士 （ 日本）
  - 陸軍中野学校 （ 日本）
- 11日
  - ドクトル・ジバゴ （ イギリス /  アメリカ合衆国）
  - 母の旅路（ アメリカ合衆国）
- 17日
  - いつか見た青い空 （ アメリカ合衆国）
- 18日
  - 飛べ!フェニックス （ アメリカ合衆国）
  - 砦の29人 （ アメリカ合衆国）
- 21日
  - マリー・アントアネットの生涯 （ アメリカ合衆国）
- 30日
  - スパイがいっぱい （ イギリス）

### 7月
- 1日
  - 海底大戦争 （ 日本 /  アメリカ合衆国）
- 2日
  - 大殺陣 雄呂血 （ 日本）
  - 殺しのテクニック （ フランス /  イタリア）
  - 処刑の島 （ 日本）
- 9日
  - 昭和残侠伝 一匹狼 （ 日本）
  - 骨まで愛して （ 日本）
  - 夜のバラを消せ （ 日本）
- 13日
  - 貴様と俺 （ 日本）
  - 兵隊やくざ 脱獄 （ 日本）
- 14日
  - 動く標的 ( アメリカ合衆国)
  - 蛇女の脅怖 ( イギリス)
- 15日
  - 荒野の1ドル銀貨 （ フランス /  イタリア）
  - 白昼の通り魔（ 日本）
- 21日
  - サイボーグ009 （ 日本）
  - 大忍術映画ワタリ（ 日本）
  - なかよし合奏団（ 日本）
- 22日
  - 名誉と栄光のためでなく ( アメリカ合衆国)
- 23日
  - ネバダ・スミス ( アメリカ合衆国)
- 26日
  - 銃殺 ( イギリス)
- 30日
  - 涙くんさよなら （ 日本）
  - フランキーandジョニー ( アメリカ合衆国)
- 31日
  - ジャングル大帝 （ 日本）
  - つるのおんがえし（ 日本）
  - フランケンシュタインの怪獣 サンダ対ガイラ （ 日本）
- 日付不明
  - 胎児が密猟する時[1]（ 日本）

### 8月
- 4日
  - 唇からナイフ （ イギリス）
- 6日
  - がい骨 （ イギリス）
- 13日
  - 帰らざる波止場[2] （ 日本）
  - 座頭市海を渡る （ 日本）
  - 大魔神怒る （ 日本）
- 14日
  - 喜劇 駅前番頭 （ 日本）
  - てなもんや東海道 （ 日本）
- 19日
  - アラベスク （ アメリカ合衆国）
  - オセロ （ イギリス）
- 20日
  - 悪のシンフォニー （ アメリカ合衆国/ フランス/ オーストリア）

### 9月
- 1日
  - サンセット物語 （ アメリカ合衆国）
- 3日
  - 脂のしたたり （ 日本）
  - バンボーレ （ イタリア）
  - 若親分あばれ飛車 （ 日本）
- 7日
  - 三匹の牝猫 （ 日本）
  - 殺るかやられるか （ 日本）
- 8日
  - 太陽に突っ走れ （ 日本）
- 15日
  - ブルー・マックス （ イギリス /  アイルランド /  アメリカ合衆国）
- 17日
  - 続・酔いどれ博士 （ 日本）
  - ボー・ジェスト （ アメリカ合衆国）
  - 陸軍中野学校 雲一号指令 （ 日本）
- 20日
  - アルトナ（ イタリア /  フランス）
- 23日
  - 続・荒野の用心棒 （ イタリア /  スペイン）
  - ミクロの決死圏 （ アメリカ合衆国）

### 10月
- 1日
  - 赤い天使 （ 日本）
  - あこがれ （ 日本）
  - 沈丁花 （ 日本）
  - 引き裂かれたカーテン （ アメリカ合衆国）
- 2日
  - テキサスの五人の仲間 （ アメリカ合衆国）
- 6日
  - カリフォルニア万才 （ アメリカ合衆国）
- 8日
  - いのちの紐 （ アメリカ合衆国
  - 栄光への挑戦 （ アメリカ合衆国
  - 天地創造 （ アメリカ合衆国 /  イタリア）
  - 不敵なあいつ （ 日本）
- 11日
  - 大地のうた （ インド）
- 15日
  - 男と女 （ イタリア）
  - 女は復讐する （ 日本）
- 22日
  - 狸の休日 （ 日本）
- 25日
  - 浪曲子守唄 （ 日本）
- 29日
  - 喜劇 駅前競馬 （ 日本）
  - クィーン・メリー号襲撃（ アメリカ合衆国）
  - クレージー大作戦 （ 日本）
  - 白鳥 （ 日本）
  - 私は泣かない （ 日本）

### 11月
- 1日
  - 堕胎（ 日本）
- 3日
  - チャパーエフ（ ソビエト連邦）
- 9日
  - 眠狂四郎無頼剣（ 日本)
  - 兵隊やくざ 大脱走（ 日本)
- 12日
  - 愛は限りなく[3] （ イタリア / スペイン）
  - おしゃれ泥棒 （ アメリカ合衆国）[4]
  - シェラマドレの決斗 （ アメリカ合衆国）
- 14日
  - スインガー （ アメリカ合衆国）
- 19日
  - 魂のジュリエッタ（ イタリア /  フランス）
- 26日
  - アメリカ上陸作戦 （ アメリカ合衆国）
  - 悲しみは星影と共に[5] （ イタリア）

### 12月
- 1日
  - テキサス （ アメリカ合衆国）
- 10日
  - 嵐を呼ぶ男 （ 日本）
  - 新書・忍びの者 （ 日本）
  - 大魔神逆襲 （ 日本）
  - ハワイ （ アメリカ合衆国）
- 17日
  - ゴジラ・エビラ・モスラ　南海の大決闘 （ 日本）
  - これが青春だ! （ 日本）
  - 続・黄金の七人 レインボー作戦 （ イタリア /  フランス /  スペイン）
  - 七人目に賭ける男 （ フランス）
  - プロフェッショナル （ アメリカ合衆国）
- 21日
  - 黄金バット （ 日本）
  - パリは燃えているか （ アメリカ合衆国 /  フランス）
- 24日
  - 小さい逃亡者 （ ソビエト連邦 /  日本）
- 27日
  - エル・ドラド （ アメリカ合衆国）
- 31日
  - 網走番外地 大雪原の対決 （ 日本）